# Trith-Saint-Léger
Trith-Saint-Léger (Nederlands: Tricht) is een gemeente in het Franse Noorderdepartement (Frans: département du Nord) (regio Hauts-de-France). De gemeente telde op 1 januari 2022 6.062 inwoners en maakt deel uit van het arrondissement Valenciennes. Trith-Saint-Léger ligt aan de Schelde. De gemeente ligt net ten zuidwesten van Valenciennes. Het dorpscentrum ligt op de linkeroever van de Schelde. Op de rechteroever ligt tussen het centrum en Valenciennes de wijk Le Poirier.

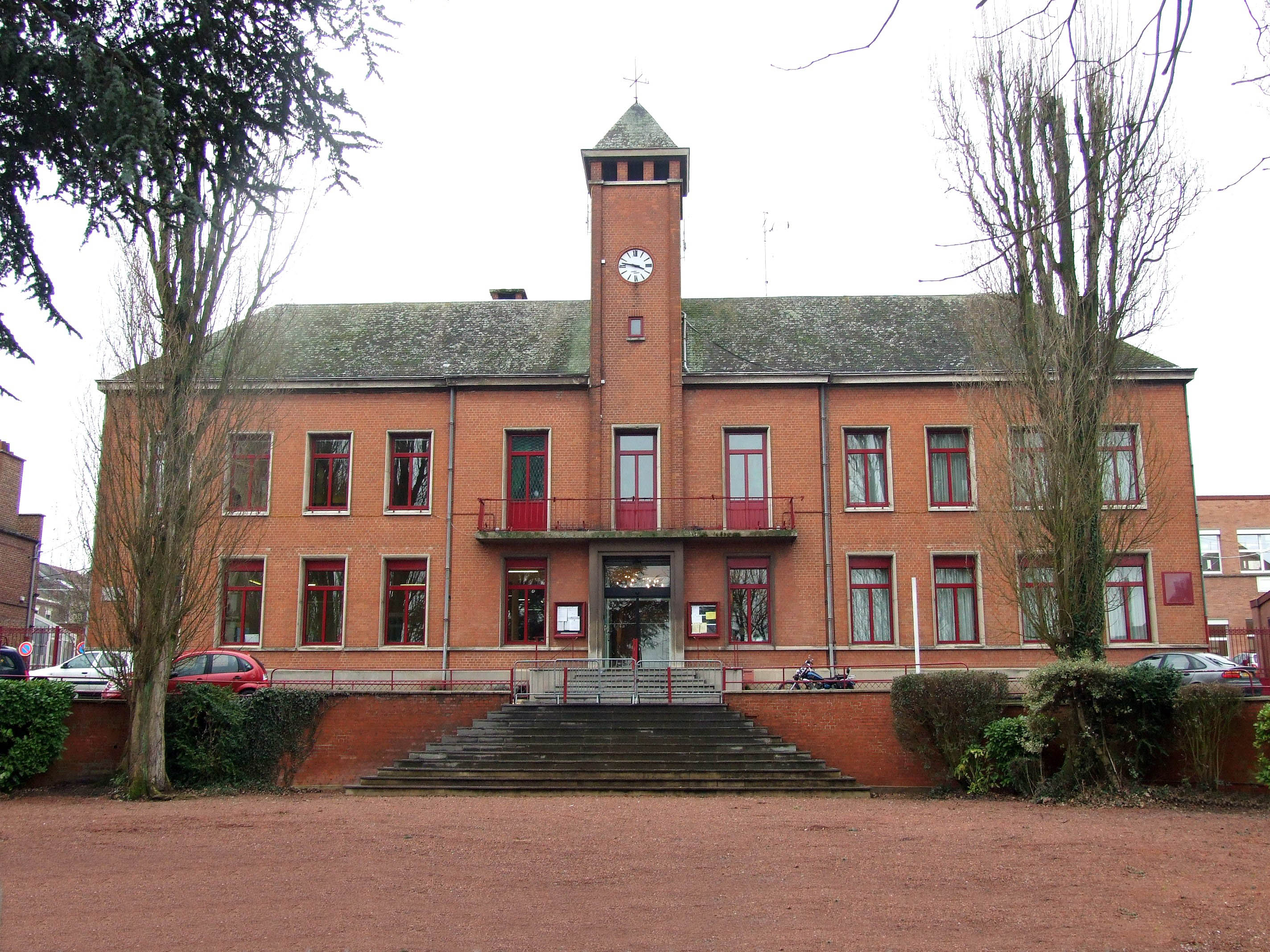
Gemeentehuis

## Geografie
De oppervlakte van Trith-Saint-Léger bedroeg op 1 januari 2022 6,87 vierkante kilometer; de bevolkingsdichtheid was toen 882,4 inwoners per km².

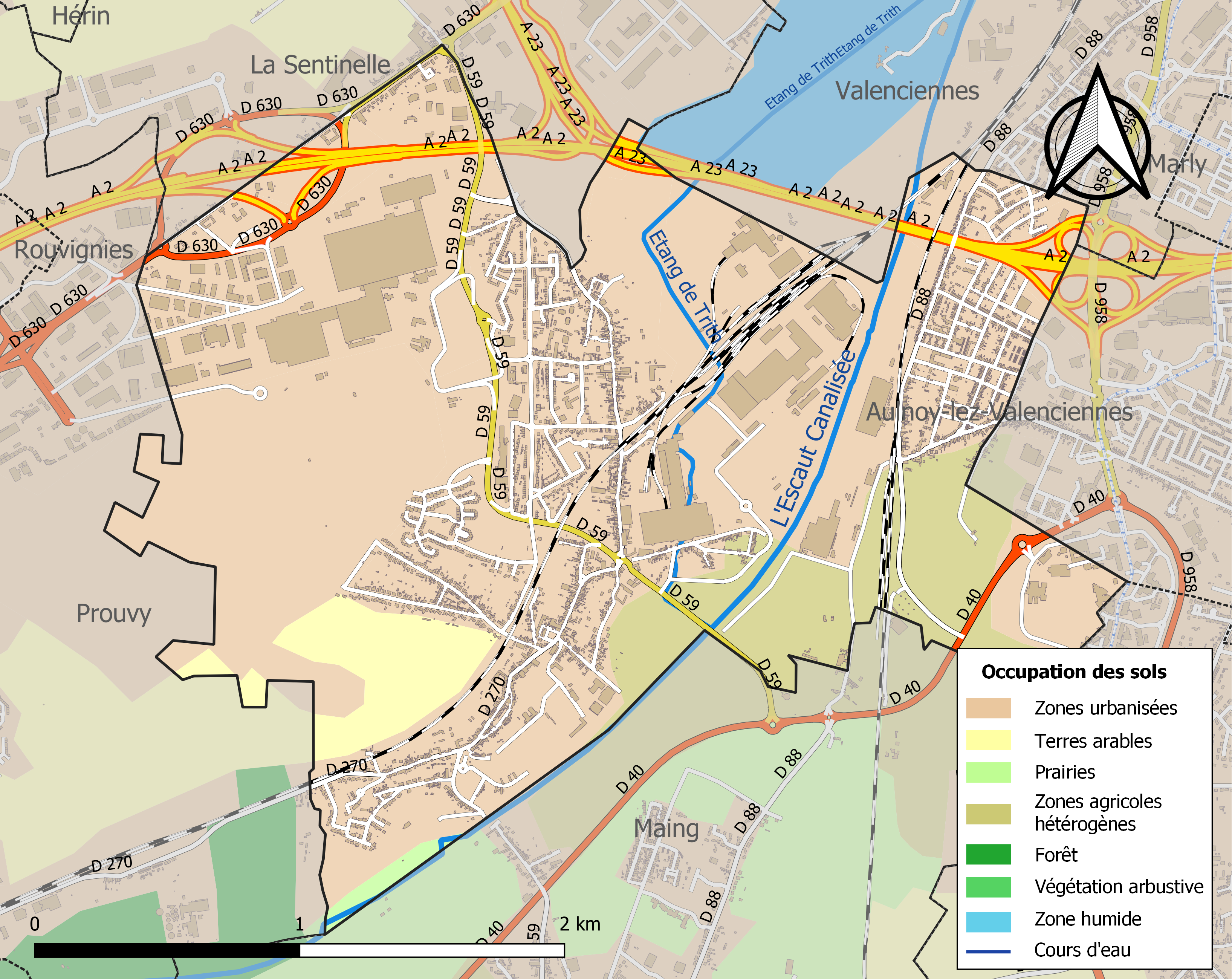
Kaart van de gemeente met belangrijkste infrastructuur, bodemgebruik en omliggende gemeenten

## Geschiedenis
Bij een overgang over de Schelde ontstond hier aan twee kanten van de rivier een dorp met de Franse naam Pont (brug) of de Oud-Nederlandse naam Trith. Dit laatste komt van het Latijnse traiectus en is te vergelijken met andere plaatsnamen op -tricht of -trecht.
In de eerste helft van de 19de eeuw groeide in het noorden van Trith het gehucht La Sentinelle uit rond een mijnschacht. La Sentinelle werd in 1875 afgesplitst als zelfstandig gemeente.

## Bezienswaardigheden
- De Église Saint-Martin in het centrum
- De Église Saint-Eloi in Le Poirier

## Demografie
Onderstaande figuur toont het verloop van het inwonertal (bron: INSEE-tellingen).

## Verkeer en vervoer
In de gemeente liggen de spoorwegstations Poirier-Université en Trith-Saint-Léger.
Door het noorden van de gemeente loopt de snelweg A2/E19.